# Тырлынинская
Тырлынинская — деревня в Тарногском районе Вологодской области.
Входит в состав Верховского сельского поселения, с точки зрения административно-территориального деления — в Верховский сельсовет.
Расстояние по автодороге до районного центра Тарногского Городка — 46 км, до центра муниципального образования Верховского Погоста — 7 км.
По переписи 2002 года население — 24 человека (9 мужчин, 15 женщин). Всё население — русские.